# Заозерье (Пудожский район)
Заозе́рье — деревня на южном берегу озера Колодозера, входит в состав Кривецкого сельского поселения Пудожского района Республики Карелия, комплексный памятник истории.

## Общие сведения
Расположена на южном берегу Колодозера, находится на противоположном берегу от деревни Погост.
Деревня входила в состав деревни Колодозера. В деревне был колхоз «Красноармеец».

## Население
| 2002 | 2010 | 2013 |
| ---- | ---- | ---- |
| 39   | ↘29  | ↘27  |